# Gmina Kleszczele
Die Gmina Kleszczele [klɛʂˈt͡ʂɛlɛ] ist eine Stadt-und-Land-Gemeinde im Powiat Hajnowski der Woiwodschaft Podlachien in Polen. Ihr Sitz ist die gleichnamige Stadt mit 1326 Einwohnern (2016).

## Geographie

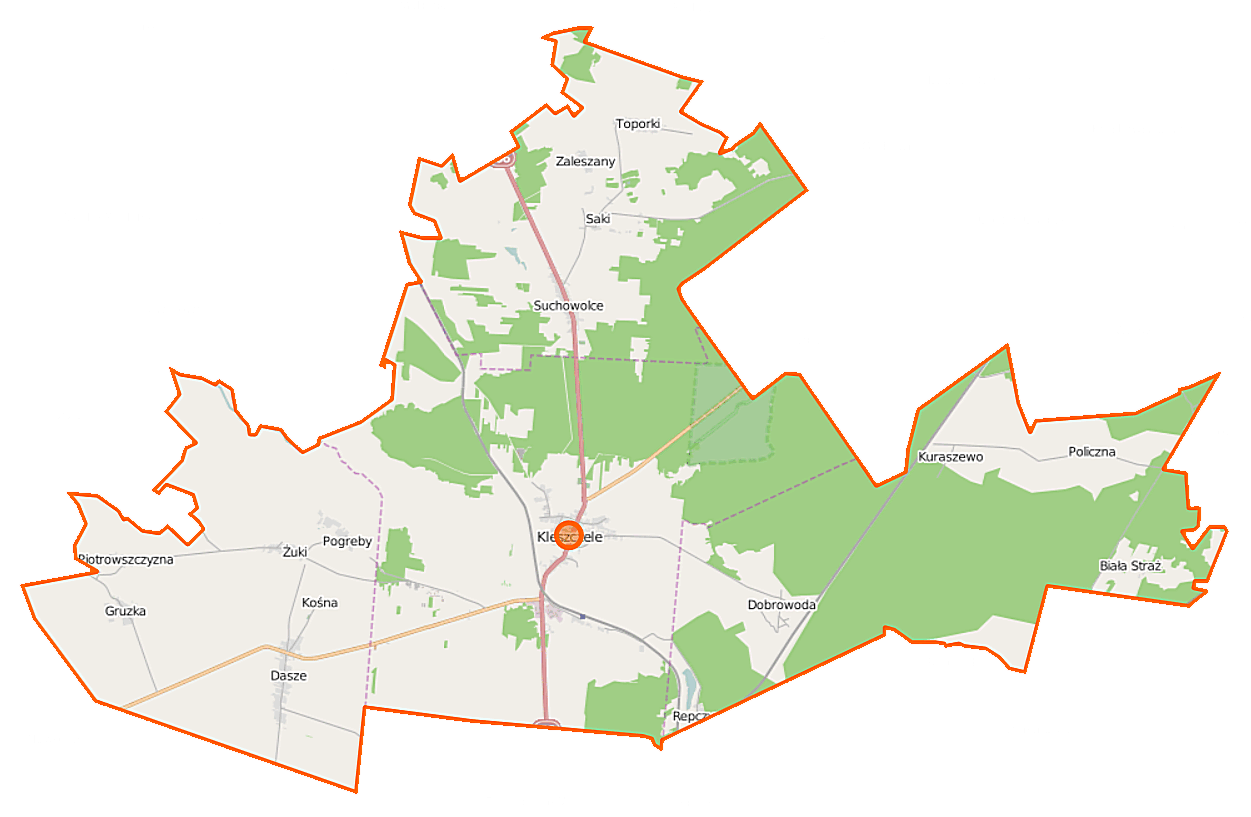
Karte der Gemeinde

Die Gemeinde liegt im Osten Polens und grenzt mit ihrer südöstlichen Spitze wenige hundert Meter an Belarus. Zu den Gewässern gehört der Fluss Nurzec.

## Geschichte
Im Jahr 1950 verlor der Hauptort das Stadtrecht, das 1993 dem Ort wieder zugesprochen wurde. Seitdem hat die Gemeinde ihren heutigen Status. Von 1975 bis 1998 gehörte die Gemeinde zur Woiwodschaft Białystok.

## Gliederung
Zur Stadt-und-Land-Gemeinde gehören neben der Stadt Kleszczele folgende 14 Dörfer mit einem Schulzenamt:
Biała Straż
Dasze
Dobrowoda
Gruzka
Kuraszewo
Piotrowszczyzna
Pogreby
Policzna
Repczyce
Saki
Suchowolce
Toporki
Zaleszany
Żuki
Weitere Ortschaften sind Dąbrowa und Kośna.

## Verkehr
Durch den Hauptort führt die Landesstraße DK 66 in südöstlicher Richtung zum Grenzübergang nach Belarus. Nach 25 Kilometern in nördlicher Richtung erreicht die Straße Bielsk Podlaski. Die Woiwodschaftsstraße DW 685 führt in nordöstlicher Richtung nach Hajnówka. Die Woiwodschaftsstraße DW 693 beginnt ebenfalls in der Stadt und mündet nach 35 Kilometern in Siemiatycze in die Landesstraße DK 19.
Es gibt Linienbusverkehr nach Białystok, Bielsk Podlaski und Hajnówka und Schienenverkehr nach Białystok über Bielsk Podlaski.
Der nächste internationale Flughafen ist der Frédéric-Chopin-Flughafen Warschau in 170 Kilometer Entfernung.